# Curiúva
Curiúva là một đô thị thuộc bang Paraná, Brasil. Đô thị này có diện tích 576,261 km², dân số năm 2007 là 15013 người, mật độ 25,5 người/km².